# 21556 Christineli
21556 Christineli (1998 QE71) là một tiểu hành tinh vành đai chính được phát hiện ngày 24 tháng 8 năm 1998 bởi Nhóm nghiên cứu tiểu hành tinh gần Trái Đất phòng thí nghiệm Lincoln ở Socorro.